# 그대를 알고부터
《그대를 알고부터》는 2002년 4월 28일부터 같은 해 10월 20일까지 방영된 문화방송 주말연속극이다.

## 기획 의도
옌볜 처녀 옥화와 철없는 스포츠신문 기자 기원의 사랑과 결혼을 중심으로, 조선족처녀 옥화의 시각에서 우리 사회의 현실의 모순점과 장점을 동시에 조망하는 드라마

## 줄거리
옥화는 중국 하얼빈에서 대학을 졸업하고 중국의 중학교에서 교사 생활을 잠시 하다가, 상하이로 거처를 옮겨 한인 무역업자들을 상대로 통역을 해주며 한국으로의 진출을 노린다.
옥화는 상해를 떠나오기 전 우연히 중국에 취재차 온 스포츠신문 연예부 기자 기원을 곤경에서 구해주게 되고, 한국에 도착한 첫날 공항에서 기원하고 재회하게 된다.
옥화는 무역 회사에서 근무하게 되는데, 성평등이 잘 이루어진 중국 사회에서 성장한 옥화는 성 차별적 사회 분위기에 반란을 일으킨다.
또한 우여곡절 끝에 연인 기원과도 결혼에 골인한다.
한편, 기원의 고모 남득은 세속적 가치 기준에 둔감한 숙맥 같은 인물이다.
임신 중 교통사고로 사망한 남편의 보상금으로 여러 사업을 하다 망하자, 신도시 할인매장에서 계산원으로 일한다.
임대아파트와 쌍둥이 아들, 딸이 인생의 전부이며, 드라마 작가의 꿈을 가지고 소박하게 살아간다. 그러나 작가 교육원에 등록하자마자 친구에게 서준 보증이 잘못되어 집이 날아가고, 결국 첫째 동생 남억의 집에 얹혀 살게 된다.
특유의 뻔뻔함으로 남억의 가족에 잘 동화된 남득은, 옥화와 기원의 사랑을 도와주며 자신의 사랑도 이루어간다.

## 등장 인물
| - 김혜자(조남득) : 54세, 별명 안나 여사, 기원의 고모, 쌍둥이 남매 어머니 - 최진실(이옥화) : 30세, 하얼빈 출신 중국 동포, 드라마 화자 - 류시원(조기원) : 27세, 스포츠 신문의 연예부 기자 - 박진희(김미진) : 22세, 남득 딸, 수진 쌍둥이 동생 - 이서진(강민석) : 25세, 경영학과 복학생, 오래된 부잣집 아들, 미진 짝사랑 상대 - 박예진(조혜원) : 22세, 남억하고 영숙의 딸, 기원 동생 | - 오승현(황봉숙) : 22세, 미진 고교 동창, 수진 연인 - 진태현(김수진) : 22세, 남득 아들, 미진 쌍둥이 오빠 - 한인수(조남억) : 51세, 남득 첫째 동생, 기원 아버지, 대기업 협력업체 사장 - 이효춘(김영숙) : 49세, 남억 아내, 기원 어머니 - 김창완(조남식) : 48세, 남득 둘째 동생, 정형외과 의사 - 양희경(홍애경) : 46세, 남식 아내 - 김규철(조남기) : 41세, 남득 막내동생 - 김도연(이금희) : 41세, 남기 대학 동창 - 홍수민(홍은재) : 27세, 기원이 근무하는 스포츠 신문사 연예부 선배 - 김영옥(민석 할머니) : 80세 - 김형자(연자) : 47세, 봉숙 어머니, 남득의 할인매장 동료 | - 김호영 : 강민석의 아버지 역 - 김혜옥(강민석 어머니) - 송재호(박준기) : 남득의 연인 - 서배준, 남영진, 김철기, 강용석, 염재욱, 오협, 신동미, 강보라, 최자혜, 마준오, 주우, 전익령, 백종헌, 함신영, 이상이, 조재혁, 김일웅, 김상엽 |

## 수상(2002MBC 연기대상)
- 남자 연속극 부문 우수상 류시원

## 참고 사항
- 드라마와 영화를 통해 여러 번 호흡을 맞췄던 배우 김혜자와 배우 최진실이 함께 출연하여 화제가 되었고, 극본을 맡은 정성주는 1999년 《장미와 콩나물》에서도 김혜자, 최진실과 함께 작업한 바 있다.[4]
- 드라마는 23.1%의 높은 시청률에서 출발했으나[5], 2002년 FIFA 월드컵 열기와 경쟁작들의 호전 속에 10%대 시청률을 기록하며 종방했다.[6][7][8][9]
- 최진실은 연변 사투리를 구사해야 해서 코미디언 정선희의 도움을 받았다.[2]
- 조기원 역으로 배우 감우성이 캐스팅되었다가 배우 류시원으로 바뀌었다.[10]
- 최진실과 류시원의 연기가 서로 조화를 이루지 못한다는 의견도 있었다.